# Léo Houziaux
| 4782 Gembloux | 14 ottobre 1980 |
| 10271 Dymond  | 14 ottobre 1980 |

Léo Houziaux (Rochefort, 23 marzo 1932) è un astronomo belga.
Ottenne la laurea in fisica nel 1955 e il dottorato nella stessa disciplina nel 1960, entrambe all'Università di Liegi. Dopo aver lavorato negli osservatori di Monte Wilson, di Monte Palomar e dell'Harvard College, s'impegnò nel campo sperimentale all'Istituto Smithsonian. A partire dal 1966 collaborò al progetto di quello che sarebbe poi stato il primo satellite astronomico europeo, il TD-1A. Nel 1978 divenne professore di astronomia all'Università di Liegi.
Il Minor Planet Center gli accredita la scoperta di tre asteroidi, effettuate tutte nel 1980 in collaborazione con Henri Debehogne.